# Ahobala Agrahara, Tumkur
Ahobala Agrahara là một làng thuộc tehsil Tumkur, huyện Tumkur, bang Karnataka, Ấn Độ.